# Franz Xaver Gabelsberger

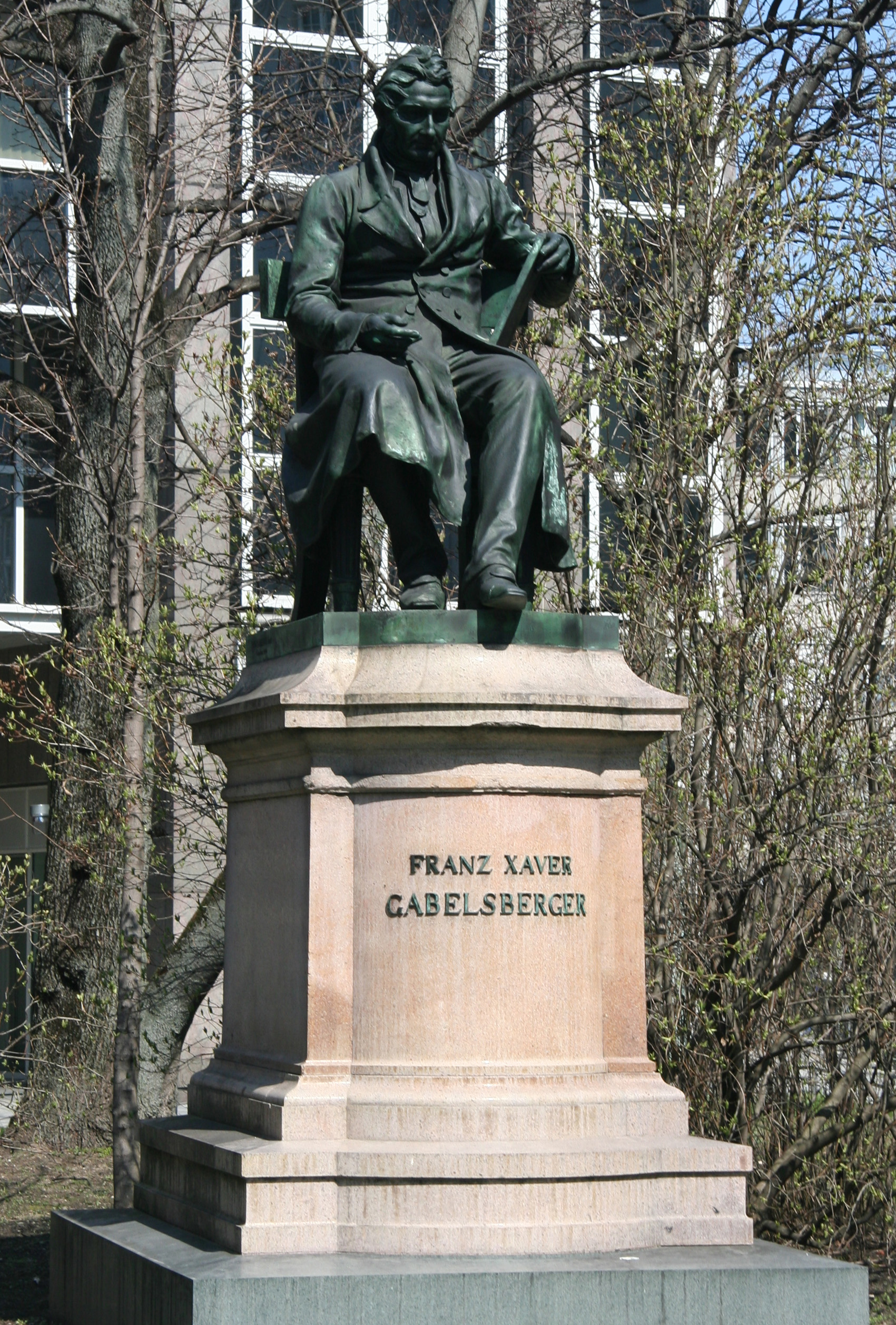
Szobra Münchenben

Franz Xaver Gabelsberger (München, 1789. február 9. – München, 1849. január 4.) német gyorsíró, a róla nevezett gyorsírási rendszer feltalálója.

## Élete
Münchenben végezte iskoláit. 1809-ben patvarista lett a királyi alapítványok igazgatóságánál. 1823-ban titkos belügyminiszteri irodatiszt, 1826-ban pedig a müncheni pénzügyminisztérium statisztikai osztályában mint miniszteri titkár működött. 1809-től szabad idejében a grafikus jegyek írását tanulmányozta és ennek eredményeként 1817-ben jött a gyorsírás gondolatára. 1829-ben a bajor kormány megbízásából megkezdte az első nyilvános gyorsírási tanfolyamot. Úttörő munkáját 1834-ben tette közzé Anleitung zur deutschen Redezeichenkunst oder Stenographie címmel (a második kiadás átdolgozva halála után 1850-ben jelent meg). Ezeken kívül megjelent Gabelsbergertől Gyorsírási olvasókönyv (München, 1830) és különösen parlamenti használatra egy tankönyv: Neue Vervollkommnungen in der deutschen Redezeichenkunst (uo. 1843, 2. kiad., 1849). A legnagyobb rövidítések elérésére törekedett akként, hogy rendszerébe tisztán írásjegyeket vett fel, ellentétben legtöbb angol és francia gyorsírási rendszert készítő elődjének felfogásával. A Gabelsberger-féle gyorsírás Münchenből kiindulva legelőbb Bajor-, majd Szászországban terjedt el, azután Ausztriában, aztán hazánkban, ahol 1863-ban ültette át magyar nyelvre Markovits Iván. Itt említjük fel, hogy Gabelsberger rendszerét 1841-ben magyar nyelvre is át akarta ültetni, azonban ezen szándékáról csak Hajnik Károly ismert magyar gyorsíróhoz intézett leveléből értesülünk.
A 19. század végére Gabelsberger rendszerére alakult eddig 753 egyesület 20 899 taggal. Tanították ekkor összesen 669 tanintézetben 30 298 hallgatónak. E számsorozatból Magyarországra esett 17 egyesület 704 taggal, 147 tanfolyammal és 2328 tanulóval. Mindezeken kívül a Gabelsberger-Markovits rendszert gyakorlatilag alkalmazták a magyar parlamentben is Stolze rendszere mellett. Gabelsberger szobrát nagy ünnepélyek között 1890 augusztus havában leplezték le Münchenben.